# Mimudea luniferalis
Mimudea luniferalis là một loài bướm đêm trong họ Crambidae.